# Jerry Clausing
Gerhard „Jerry“ Clausing (* 16. Februar 1943 in Posen) ist ein US-amerikanischer Germanist.
Jerry Clausing ist emeritierter Professor für Germanistik und Deutsche Kultur an der University of Southern California. Seine Schwerpunkte sind Folklore und Deutscher Film. Er war Gastforscher am Filmmuseum Berlin und am Filmmuseum Frankfurt und veröffentlichte grundlegende Texte über deutsche Kultur. Auch als Professor emeritus betreut er weiterhin Studenten in ihrer wissenschaftlichen Arbeit.